# داني غارسيا (لاعب كرة قاعدة أمريكي)
داني غارسيا (بالإنجليزية: Danny Garcia)‏ هو لاعب كرة قاعدة أمريكي، ولد في 12 أبريل 1980 في ريفرسايد في الولايات المتحدة.

## وصلات خارجية
- داني غارسيا (لاعب كرة قاعدة أمريكي) على موقعبيزبول رفرنس.كوم (الدوري الرئيسي) (الإنجليزية)